# Duomo di Naro
Il Duomo Normanno è un ex luogo di culto cattolico, ora sconsacrato, sito a Naro, comune della provincia di Agrigento, in Sicilia. Esso è monumento nazionale ed è chiuso al culto dal 1867.

## Storia
Esso venne edificato nel 1089 ad opera di Ruggero D'Altavilla al di sopra di una preesistente moschea araba poco dopo la conquista normanna di Naro avvenuta nel 1086 e venne dedicato a Maria Santissima Assunta dagli Angeli. Venne elevato a Chiesa Madre, ad opera di Gualtiero Offmill Arcivescovo di Palermo, nel 1174, anno in cui venne abbandonato il rito ortodosso nella Chiesa di San Nicolò di Bari. Nel 1266 (la seconda domenica di maggio) venne consacrato alla Vergine Annunziata, alla presenza del cardinale Rodolfo, Vescovo d'Albano e legato apostolico di Papa Clemente IV, insieme agli arcivescovi di Palermo e di Bari ed ai vescovi di Agrigento, di Mazara e di Patti.
Sul finire del secolo XIV ottiene il titolo di Duomo dal re Martino il Giovane.
Il portale d'ingresso è di epoca chiaramontana e presenta un caratteristico arco a sesto acuto poggiato sopra un gruppo di quattordici colonnine, riccamente modulato ed ornato da zig-zag e palmette.
L'interno fu totalmente rinnovato in età barocca e mantiene pochi resti della originaria ornamentazione in stile corinzio, che però può essere rinvenuta nel cornicione, nelle colonne e nei capitelli.

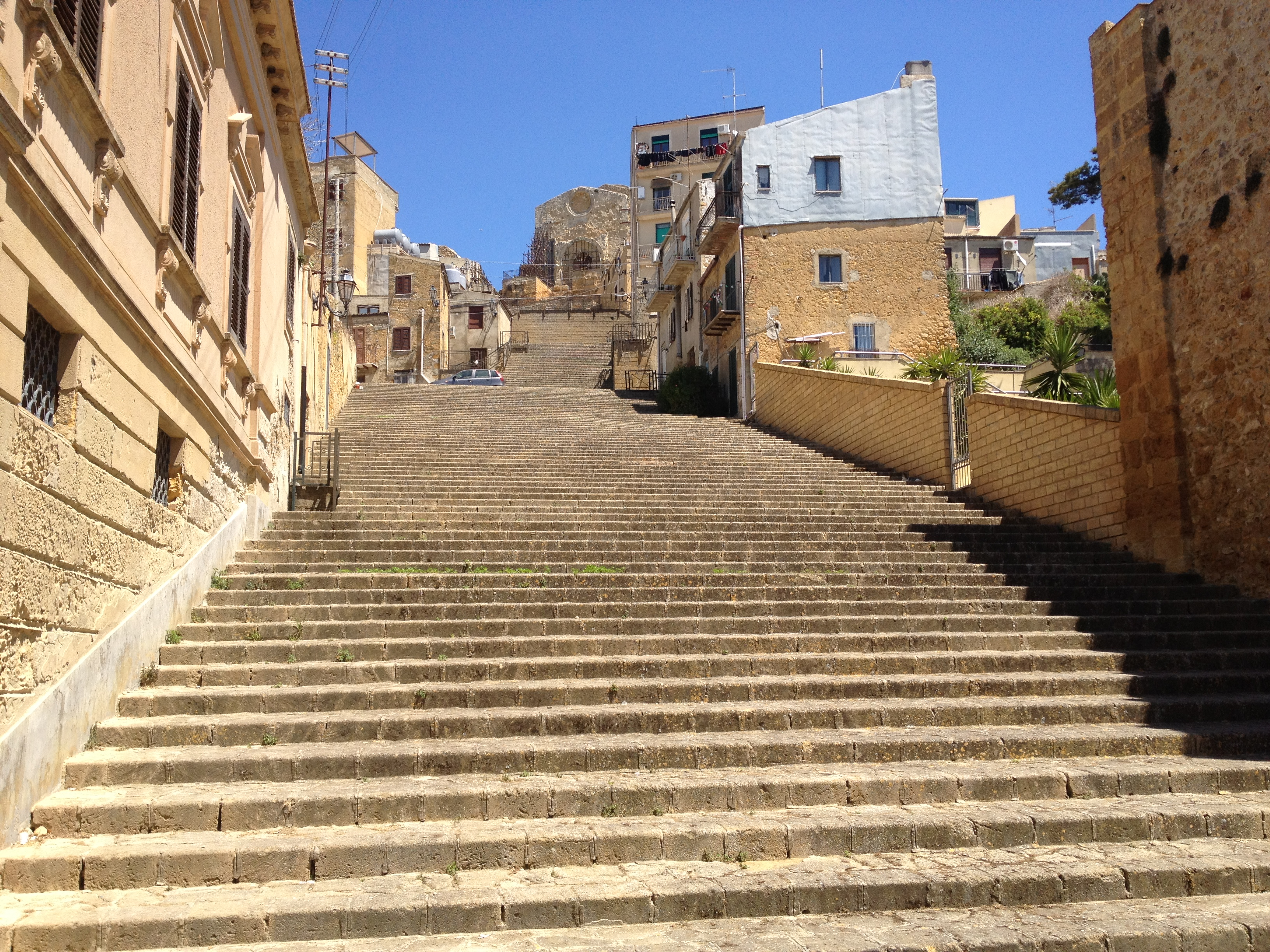
La lunga scalinata che collega via Dante al Duomo.

La chiesa subì nel corso dei secoli diversi rimaneggiamenti e aggiunte, particolarmente significative sono:
- l'aggiunta nel 1565 della cappella maggiore, dedicata alla Madonna della Catena, un tempo patrona della città, e nella quale si trovava una statua opera del Gagini[Quale dei tanti?] adesso conservata nella Chiesa Madre. Tale cappella venne aggiunta da Bernardo Lucchesi Palli di Campofranco inglobando una preesistente torre araba.[1]
- il restauro iniziato nel 1771 per volere del vescovo di Agrigento Antonio Lanza ed affidato agli architetti Gaetano e Giuseppe Bennica, completato dopo 17 anni.[1]
- l'esecuzione, nel 1788 di diversi affreschi ad opera di due stucchisti palermitani: Emanuele Ruisi ed il figlio Domenico. Mentre due artisti naresi: mastro Ignazio Citillo ed Amedeo Vella la adornarono d'arabeschi.[1]

Nel 1889 venne destinato a cimitero dei morti di colera e le opere custodite al suo interno furono per la maggior parte portate in altre chiese.
Era sede della Confraternita del S.S. Sacramento che, fondata nel 1700 da nobili e sacerdoti, si mantenne fino alla metà dell'Ottocento.

## Descrizione
La chiesa è situata in cima ad una lunga scalinata che porta direttamente da via Dante (ex via dei Monasteri e una volta strada principale della città) fino alla sommità della collina. Essa presenta un impianto a croce latina con la cupola situata all'incrocio della navata (unica) con il transetto. All'interno si ha un ordine di colonne addossate alle pareti della navata, sormontate da cornici da cui si dipartono dei costoloni trasversali in conci di tufo per l'irrigidimento della copertura a botte. È costruita quasi interamente in pietra tufacea ed ha una lunghezza di 50,60 metri ed una larghezza di 9,50 metri. I corpi laterali aggiunti in epoche successive non presentano alcuna simmetria.

## Affreschi

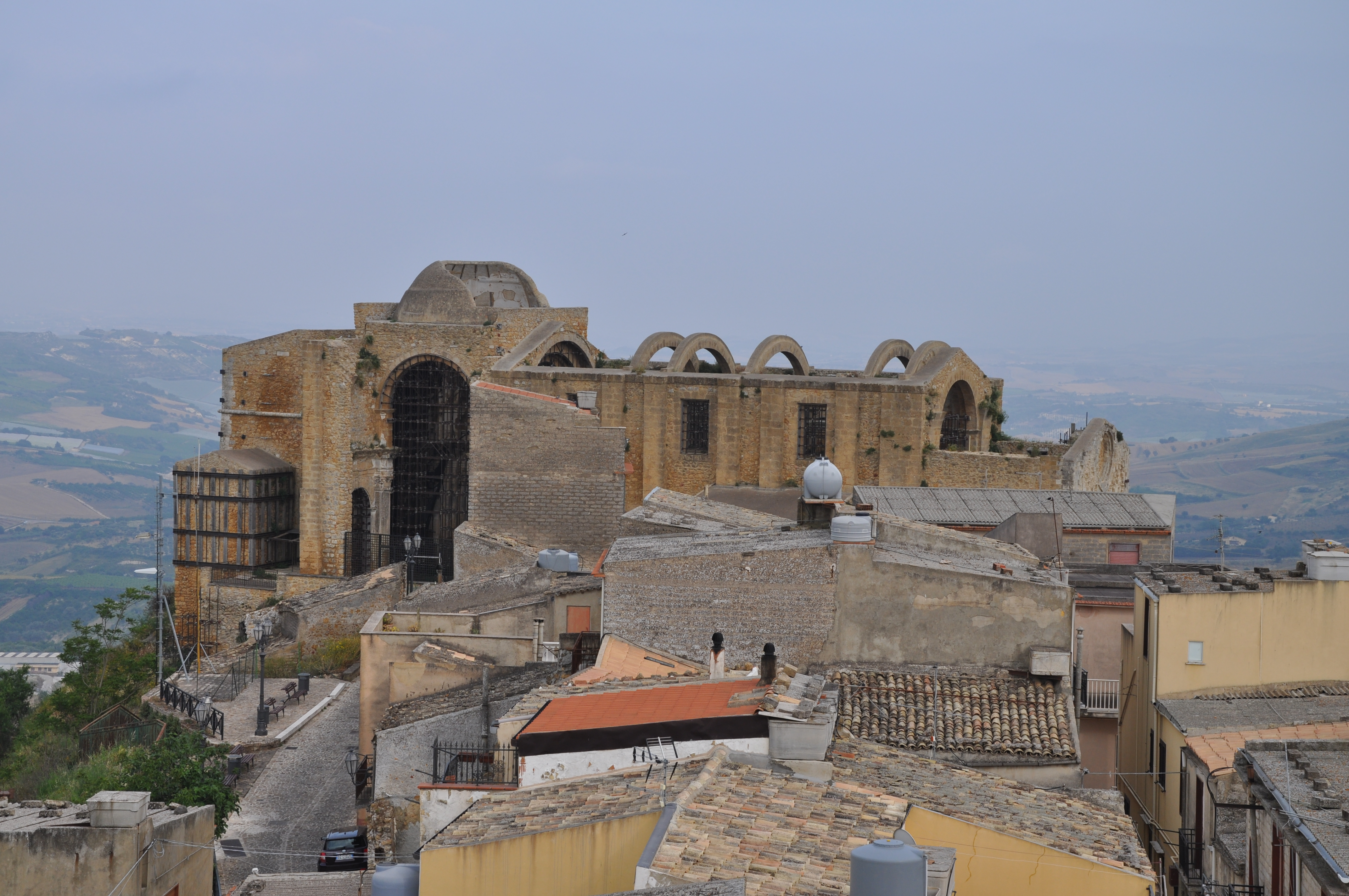
Il Duomo Normanno di Naro visto dalla torre quadrata del Castello Chiaramontano.

La volta che copriva la chiesa è ormai crollata, ma era riccamente affrescata con opere di Domenico Provenzani:
- Maria Assunta;
- Aronne con l'incenso;
- Davide con l'Arpa;
- Mosè con le Tavole della Legge;
- Giosuè in atto di fermare il sole;
- Giuditta che libera il popolo di Betulia.

Al suo interno era anche conservato un affresco del secolo XV (adesso custodito presso la biblioteca comunale) che raffigura Maria Santissima Assunta con i dodici apostoli.

## Il Duomo oggi
Il Duomo, restaurato nei primi anni del secolo XXI è stato fortemente destabilizzato dall'evento franoso che colpì il centro abitato il 4 febbraio 2005 ed è attualmente puntellato e non fruibile al pubblico.